# Mesopediasia
Mesopediasia là một chi bướm đêm thuộc họ Crambidae.